# Фулрад
Свети Фулрад (фр. Fulrade; 710 — 16. јул 784) био је опат манастира Сен Денија из доба Каролинга.
Фулрад је, пре свега, познат по дипломатској активности у корист франачких владара из династије Каролинг. Године 750. утицао је на папу Захарија да Пипина Малог призна за франачког краља. Издејствовао је предају Равенског егзархата у надлежност папе (756. година). 